# Departamento Caseros
Caseros es uno de los 19 departamentos dentro de la provincia de Santa Fe (Argentina).
Fue creado en 1890 a partir de tierras del departamento de San Lorenzo,

## Superficie y límites
El departamento tiene una extensión de 3449 km² y limita al norte con los departamentos Belgrano e Iriondo, al este con el departamento San Lorenzo, al sur con los departamentos Constitución y General López y al oeste con la provincia de Córdoba.

## Distritos
El departamento comprende un total de 13 distritos, categorizados en 1 municipio de 2.ª categoría:
| Municipio | Población municipio (2010) | Localidad | Población localidad (2010) |
| Casilda   | 35.058                     | Casilda   | 34.703                     |
| --------- | -------------------------- | --------- | -------------------------- |

Y 12 comunas:
| Comuna                 | Población comuna (2010) | Localidad              | Población localidad (2010) |
| Arequito               | 6.836                   | Arequito               | 6.533                      |
| Arteaga                | 3.331                   | Arteaga                | 3.089                      |
| Berabevú               | 2.312                   | Berabevú               | 2.225                      |
| Bigand                 | 5.258                   | Bigand                 | 4.939                      |
| Chabás                 | 7.180                   | Chabás                 | 6.871                      |
| Chañar Ladeado         | 5.639                   | Chañar Ladeado         | 5.415                      |
| Gödeken                | 1.743                   | Gödeken                | 1.652                      |
| Los Molinos            | 1.920                   | Los Molinos            | 1.832                      |
| Los Quirquinchos       | 2.569                   |                        |                            |
| ---------------------- | ----------------------- | ---------------------- | -------------------------- |
| Los Quirquinchos       | 2.569                   | Colonia Hansen         | S/D                        |
| Los Quirquinchos       | 2.569                   | Los Quirquinchos       | 2.462                      |
| San José de la Esquina | 7.072                   |                        |                            |
| San José de la Esquina | 7.072                   | Los Nogales            | 152                        |
| San José de la Esquina | 7.072                   | San José de la Esquina | 6.775                      |
| Sanford                | 1.865                   | Sanford                | 1.810                      |
| Villada                | 1.283                   | Villada                | 1.213                      |

## Demografía
Según los resultados definitivos del censo de 2022 la población del departamento alcanza los 86.912 habitantes.
La población se encuentra repartida en 44 769 mujeres y 42 143 hombres, con un índice de masculinidad de 94,1 hombres por cada 100 mujeres. 
La edad mediana de la población es de 37 años (38 años entre las mujeres y 36 años entre los hombres).
El 16,4% de la población tiene más de 65 años (frente al 15,7% en 2010), y el 4,1% de la población tiene más de 80 años (registrando una disminución frente al 4,4% en 2010)
De las personas residentes en el departamento, unas 12 622 (14,5% del total departamental) nacieron en otra provincia, y unas  604 (0,7% del total departamental) lo hicieron fuera del país, siendo los grupos de inmigrantes más numerosos los provenientes de:
- Paraguay: 127 personas
- Uruguay: 64 personas
- Italia: 51 personas
- Bolivia: 42 personas
- Brasil: 25 personas